# Möglin (Reichenow-Möglin)

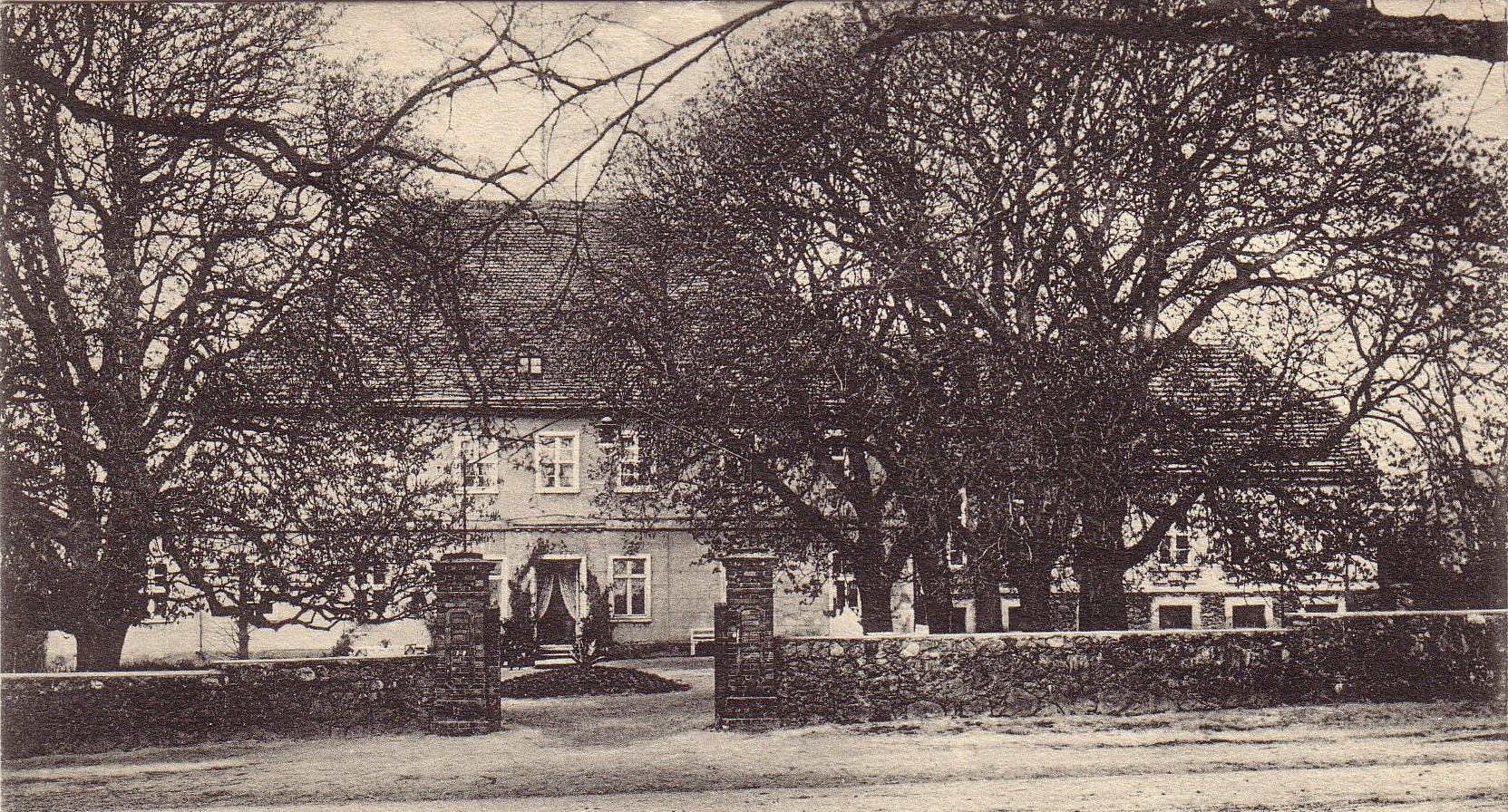
Gutshaus Möglin um 1900

Möglin (zeitweise Moeglin) ist der Name eines Rittergutes bei Wriezen im früheren Landkreis Oberbarnim in der Mark Brandenburg. Heute gehört Möglin zur Gemeinde Reichenow-Möglin im Landkreis Märkisch-Oderland und ist Teil des Amtes Barnim-Oderbruch. Bekannt wurde es als Mustergut des Agrarwissenschaftlers Thaer.
Zwischen 1343, der ersten urkundlichen Erwähnung, und 1780 wechselten die Familien Eichendorff, von Pfuel und von Barfus immer wieder den Besitz. Die Anlage „mit dem Wirtschaftshof, dem Gutshaus, dem Inspektorenhaus und dem Park steht komplett unter Denkmalschutz.“

## Geschichte

### 1300–1600
Mogylina (wohl slawisch: Hügelort) wurde erstmals 1343 als Sitz der aus dem Erzmagdeburgischen stammenden Familie von Eichendorff erwähnt. Im Landbuch Kaiser Karls IV. von 1375 umfasste Mogelin, Mogelyn 20 Hufen. Davon gehörten je 8 Hufen zwei Angehörigen der Niederadelsfamilie von Pfuel (Otto Půl [erwähnt 1375–1420] und sein Onkel, das Geschlecht zählte lange Zeit zu den reichsten oberbarnimschen Familien). Die restlichen 4 Hufen beackerte der Pfarrer (Wedemhof).

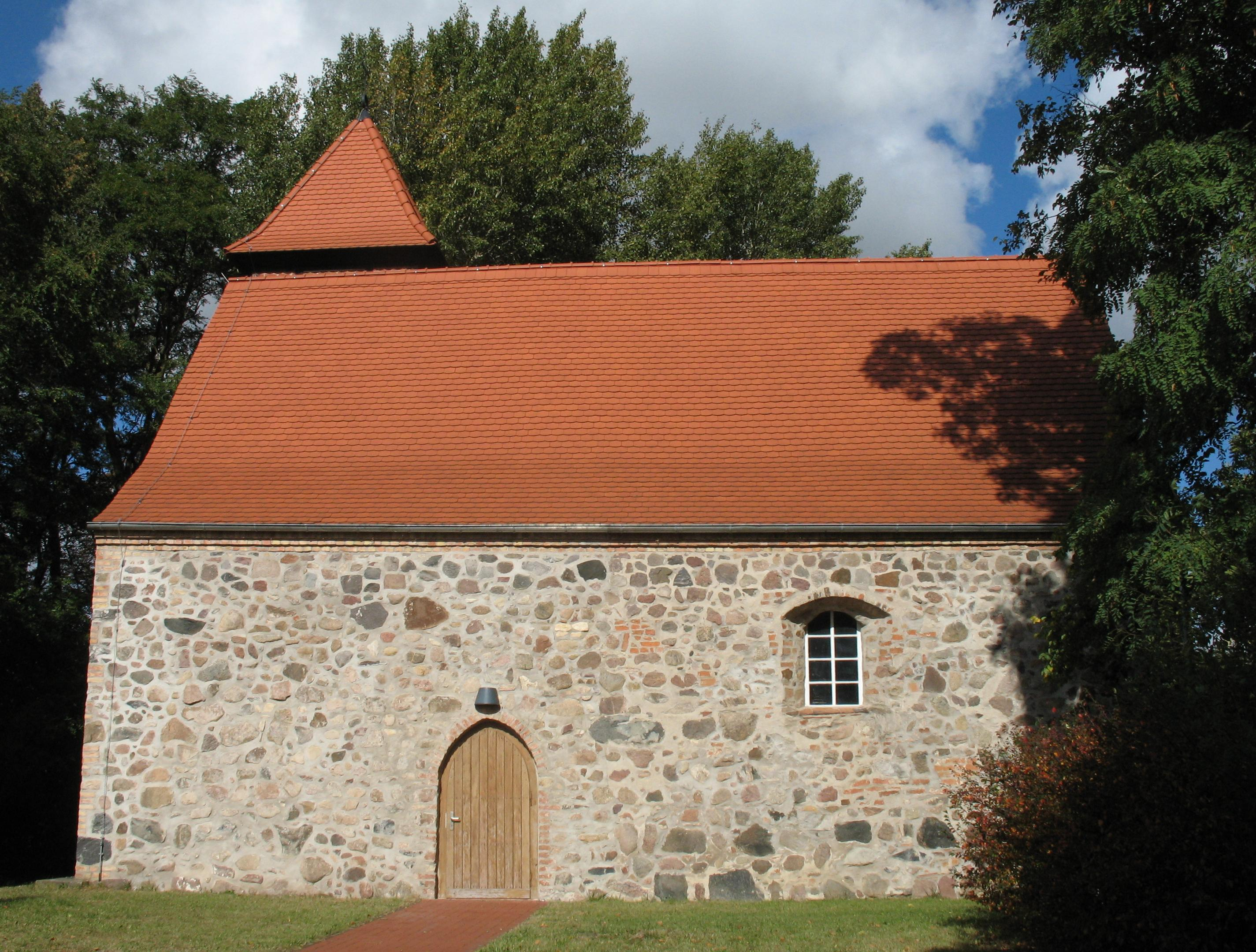
Kirche

Die Eichendorff übernahmen Möglin erneut 1448–1483, allerdings nur zur Hälfte, da inzwischen auch die Familie von Barfus dort sesshaft war, die zunächst 1463–1484 über einen Teil, später über ganz Möglin gebot. Die Barfus lösten in ihrer sozialen Stellung die Pfuel ab und besaßen die Mehrzahl der Rittergüter des Oberbarnim. Ihre Hauptlinien waren Praedikow und Möglin, das ihnen über 300 Jahre gehörte. Herren auf Möglin waren in dieser Zeit der markbrandenburgische Rat Kuno von Barfus (lebte um 1435), sein Sohn Heinrich (lebte um 1480), ebenfalls märkischer Rat, dessen Sohn Valentin (1492–1557) und schließlich dessen Sohn, der kaiserliche Rittmeister Heinrich von Barfus (1534–1601), der 1592 das Gutshaus errichtete. Fast zeitgleich wurde 1598 die kleine Kirche aus Feld- und Backstein als Tochterkirche von Reichenow erbaut.

### 1600–1700
Früher erinnerte in der Kirche ein Wappenschild an „Alexander v. Barfus, geboren 1580, den 11. Decembris, gestorben den 19. Decembris 1647“. Aus Möglin stammte auch der Generalfeldmarschall Friedrichs I., Hans Albrecht von Barfus (1635–1704). Im Dreißigjährigen Krieg wurde Möglin völlig vernichtet; 1652 lebte dort kein Mensch mehr.

### 1700–1800
Friedrich Ludwig von Barfus musste 1765 das völlig verfallene Gut an den Hofrat Carl Friedrich Menzel verkaufen. Weitere Eigentümer waren 1778–1794 Geheimrat Wilhelm von Wolff, 1794–1804 Kammergerichtsreferendar Ernst Friedrich von Clermont aus dem Aachener Patriziat und Kammerrat von Noeldecken.

### 1800–1900
Die Thaerzeit von 1804 bis 1873:

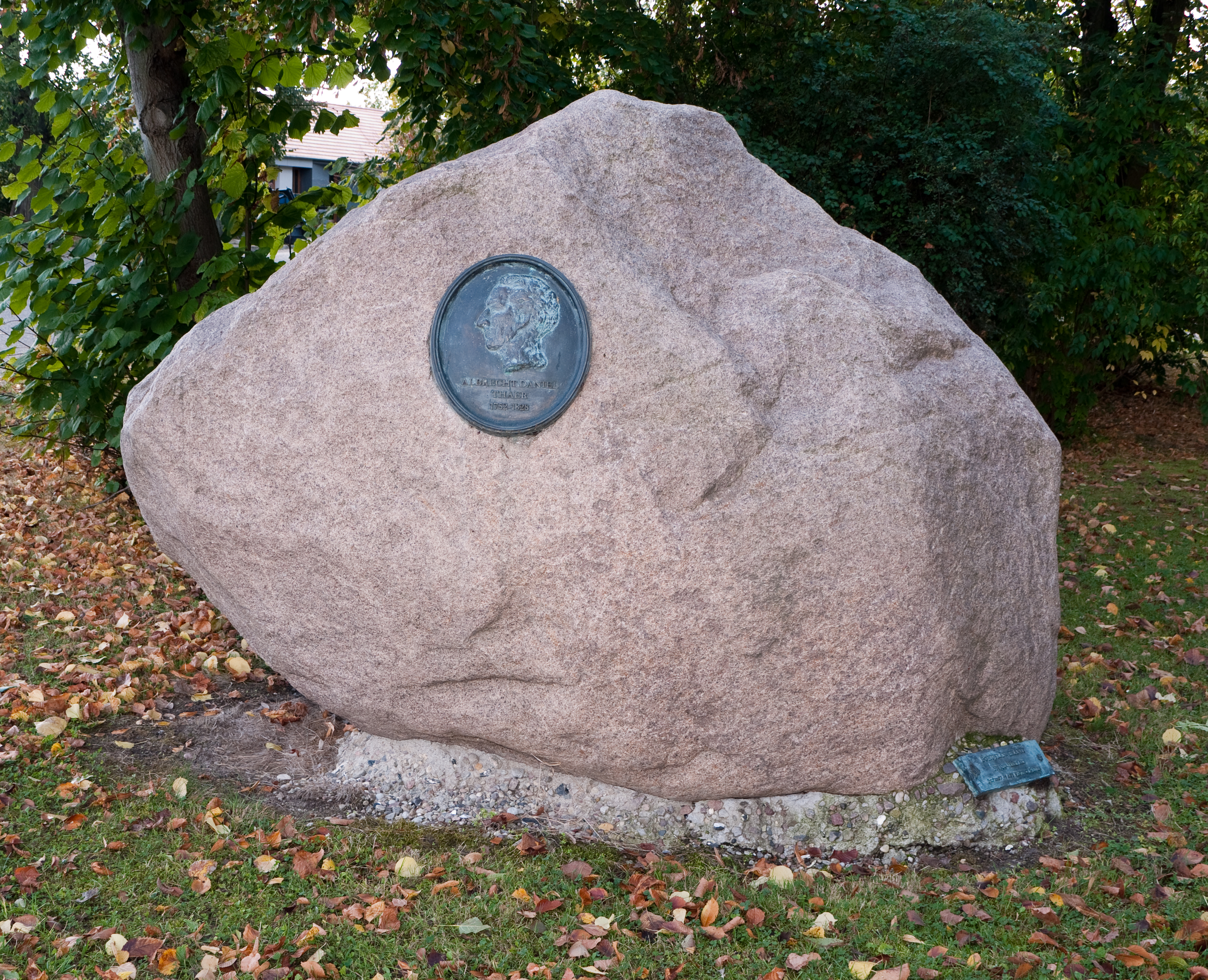
Thaer-Denkmal in Möglin

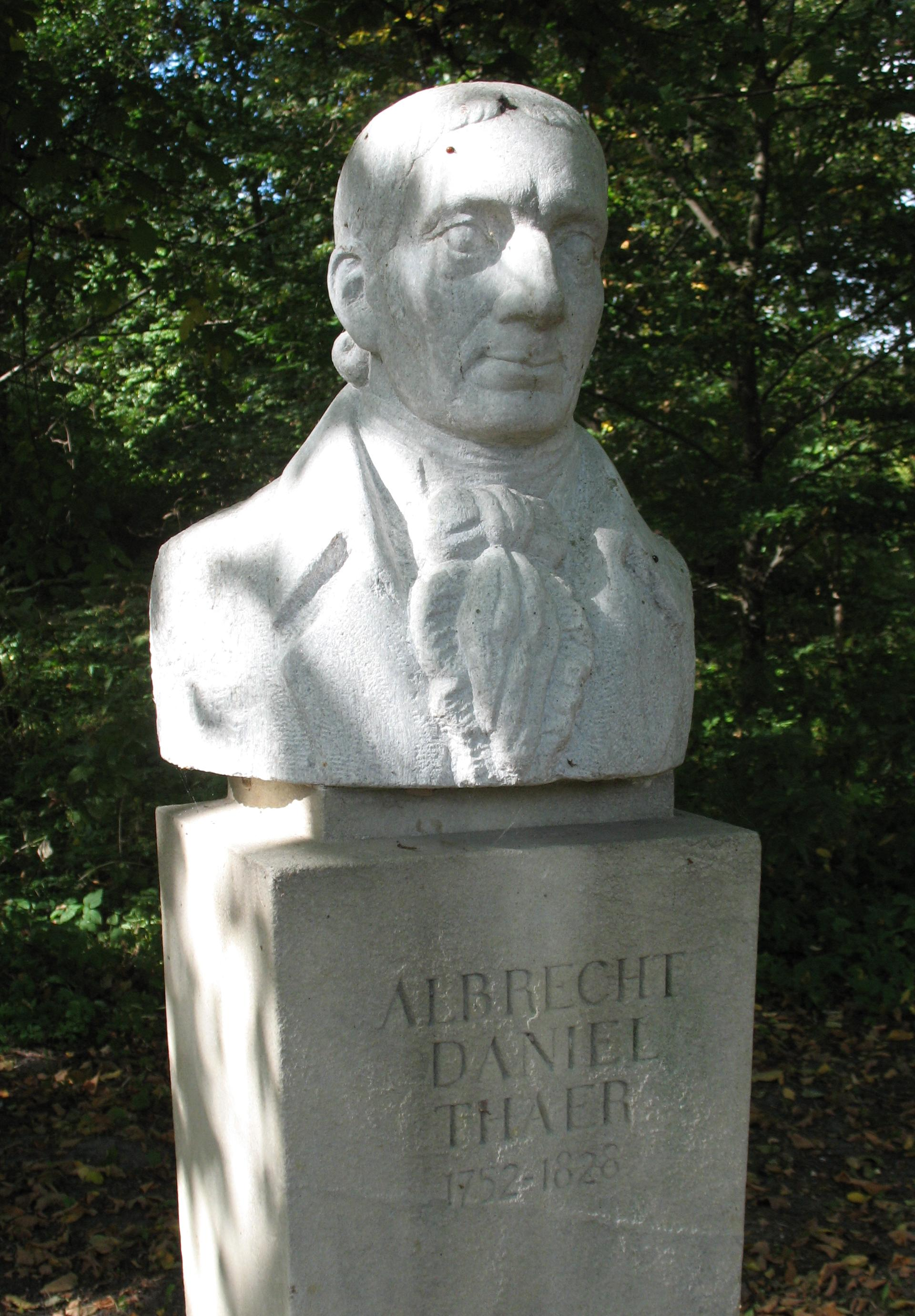
Thaer-Denkmal im Gutspark

Albrecht Daniel Thaer (1752 bis 1828) arbeitete bis 1804 als Mediziner in Celle und beschäftigte sich zunehmend mit landwirtschaftlichen Fragestellungen. 1804 siedelte er auf Einladung des Preußischen Königs Friedrich Wilhelm III. ins Brandenburgische um. Er gab den Arztberuf auf, kaufte das Rittergut Möglin und demonstrierte dort bis zu seinem Tode seine Ansichten zur Rationellen Landwirtschaft, insbesondere für die brandenburgisch-preußische Region. Als beratender Staatsrat wirkte er direkt und indirekt an den Preußischen Agrarreformen mit. 1806 gründete er in Möglin die erste akademische Lehranstalt für Landwirtschaft im deutschen Sprachraum. Sie hieß ab 1819 „Königlich Preußische Akademie des Landbaus“.
Zwischen 1810 und 1819 lehrte Thaer gleichzeitig als Professor für Kameralistik an der neugegründeten Berliner Universität. Die Lehranstalt, ab 1819 Königlich Preußische Akademie des Landbaues, wurde von seinem Schwiegersohn Körte, seinem Sohn Albrecht Philipp und seinem Enkel Albrecht Conrad bis 1861 fortgeführt. Es lassen sich 773 Absolventen, aus ganz Europa kommend, nachweisen. Darüber schrieb auch Theodor Fontane ausführlich in seinen Wanderungen durch die Mark Brandenburg – „Das Oderland“. Der Thaer-Enkel Prof. Dr. Albrecht Conrad Thaer lehrte ab 1871 Landwirtschaft an der Universität Gießen. Er verpachtete das Gut 1870 und verkaufte es, vor einer möglichen Erbauseinandersetzung 1873, an Auguste von Schmieden geborene Kuschke (1832–1901), seit 1867 Witwe des preußischen Hauptmanns Adolph sen. von Schmieden (1822–1867) aus dem preußischen Adelsgeschlecht Schmieden und Schwiegermutter des späteren Generals Paul Baron von Collas (1841–1910), der 1875 auf Gut Möglin deren Tochter Ottilie von Schmieden (1856–1883) heiratete. 1879 umfasste das Rittergut Moeglin konkret 549 ha. Davon waren u. a. 7 ha Wasser und 83 ha Forsten. Zum Gut gehörte ebenso eine Brennerei. Erbe im Minorat wurde der Oberleutnant und Ehrenritter des Johanniterordens Adolf jun. von Schmieden (1866–1919). Er nannte sich noch Herr auf Möglin und war mit Helene von Barfuß verheiratet. Zwei ihrer vier Kinder sind 1902 und 1907 in Möglin geboren. Die Witwe lebte dann in Eberswalde.

### 1900–1945
Bis 1914 blieb Möglin im Besitz des genannten Adolf jun. von Schmieden und seiner älteren Schwester Martha Bertha, verheiratet mit dem Korvettenkapitän Erich von Sperling, respektive den anderen Schwestern Auguste, die in zweiter Ehe mit dem estländischen Landrat Friedrich von Lueder liiert war, und Klara von Sperling (1855–1926), ab 1904 im Mitbesitz. Klara von Schmieden-Möglin war wiederum die Ehefrau des Generals Kurt von Sperling. Sie verkauften 1911 das Gut dann an Ferdinand Schultze, von dem im Jahr 1914 das Gut an den Hauptmann a. D., später Major a. D., Waldemar Knust überging. Dessen Sohn bewirtschaftete das mittlerweile 555 ha große Gut bis zur Enteignung im Jahr 1945; das Gut war allerdings von 1936 bis 1948 auf den Namen Anna Marie Knust eingetragen. 1938 wurden letztmalig einige Werkwohnungen des Gutes modernisiert. Nach Plan der Kommunisten hätte das Gutshaus wie alles „Junkerliche“ geschleift werden sollen. Aus dem Gestein sollten kleinbäuerliche Gebäude errichtet werden. Verhindert wurde dieser Plan nur durch die Einquartierung vieler Flüchtlingsfamilien im Gutshaus. Ebenso gehört zur Geschichte, dass der Gutsinspektor Freudenberg 1947 wegen Misshandlung von Zwangsarbeitern angeklagt wurde.

### 1945–1990
Das im Rahmen der Bodenreform enteignete Gut umfasste 466 ha Ackerland, 15 ha Grünland und 75 ha Wald. 13 Landarbeiter und 28 Umsiedler/Flüchtlinge erhielten 252 ha Ackerland. Der Rest des früheren „Ritterguts“ mit 214 ha landwirtschaftlicher Nutzfläche verblieb im Volkseigentum und wurde bis 1995 durch einen Örtlichen Landwirtschaftsbetrieb, verschiedene Landwirtschaftliche Produktionsgenossenschaften und einen Landwirtschaftlichen Lehr- und Demonstrationshof e. V. bewirtschaftet.
Der frühere Thaersche Wirtschaftshof blieb erhalten. Das Gutshaus diente in verschiedenen Etappen als Unterkunft für Umsiedler/Flüchtlinge, als Kultur- und Gemeindehaus und über viele Jahre beherbergte es landwirtschaftliche Lehrlinge. Im Gebäude gab es ein Thaerzimmer. Zu wichtigen Anlässen fanden Veranstaltungen und Ausstellungen über Thaer statt. Der Gutspark wurde für Dorffeste genutzt. Ab 1978 arbeitete der Arbeitskreis A. D. Thaer mit dem Sitz im alten Thaerschen Gutshaus. Daraus entstand am 22. Juni 1991 die Fördergesellschaft als eingetragener, gemeinnütziger Verein.

### Seit 1990

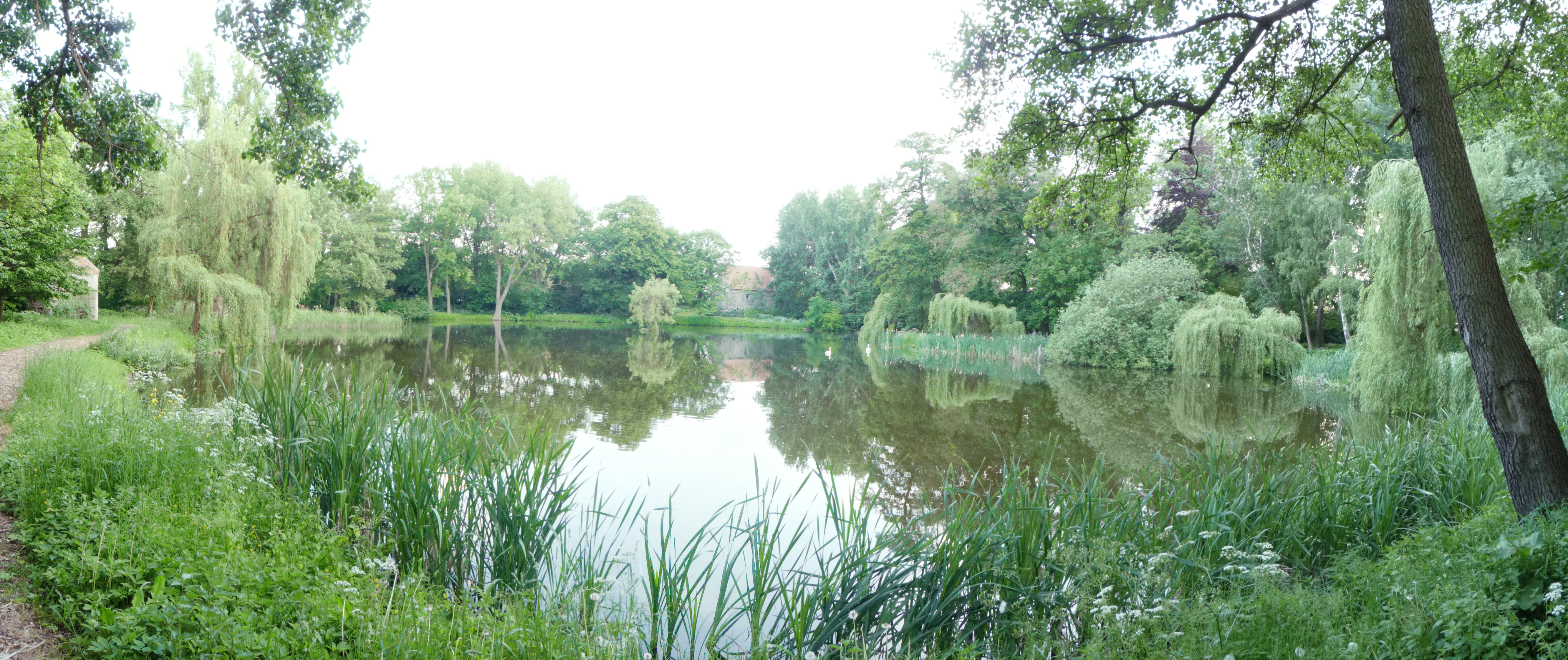
Park des Thaerhofs Möglin

Mit der Wende gingen die aus der Bodenreform verbliebenen landwirtschaftliche Nutzfläche und Immobilien an die Bodenverwertungs- und -verwaltungs GmbH (BVVG). Die Fördergesellschaft Albrecht Daniel Thaer e. V. erhielt 1992/1994 Fördermittel des Bundes und des Landes für die Pflege des Thaerschen Erbes und die Errichtung einer Ausstellung im Inspektorenhaus. Die Ausstellung zum Leben und Wirken wurde aufgebaut und 1992 eröffnet.

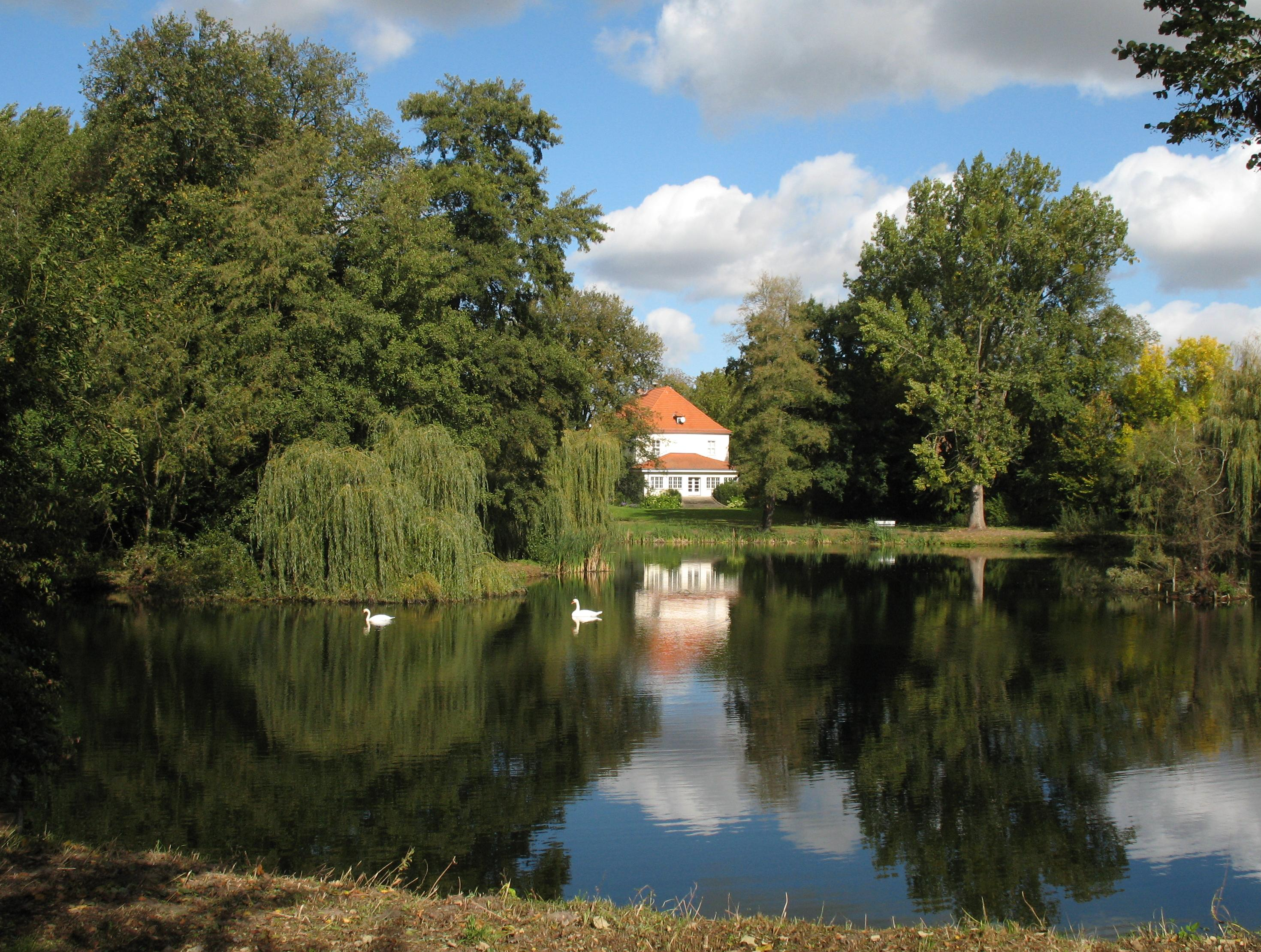
Gutspark in Möglin

Seit 1996 ist der Gutshof und der Gutspark Privatbesitz.
2008 ist die ständige Ausstellung „Albrecht Daniel Thaer“ mit einer Darstellung seines Werkes in Bezug auf seine Vorläufer, seine Schüler und im aktuellen Kontext in einen neuen modernen Museumsbau in der Dorfmitte umgezogen. Die Ausstellung und die Bibliothek beherbergen neben von ihm entwickelten landwirtschaftlichen Geräten auch eine Vielzahl von Originalausgaben seiner Werke und Schriften. Weiterhin besteht eine kleine Nebenausstellung in der Dorfkirche.

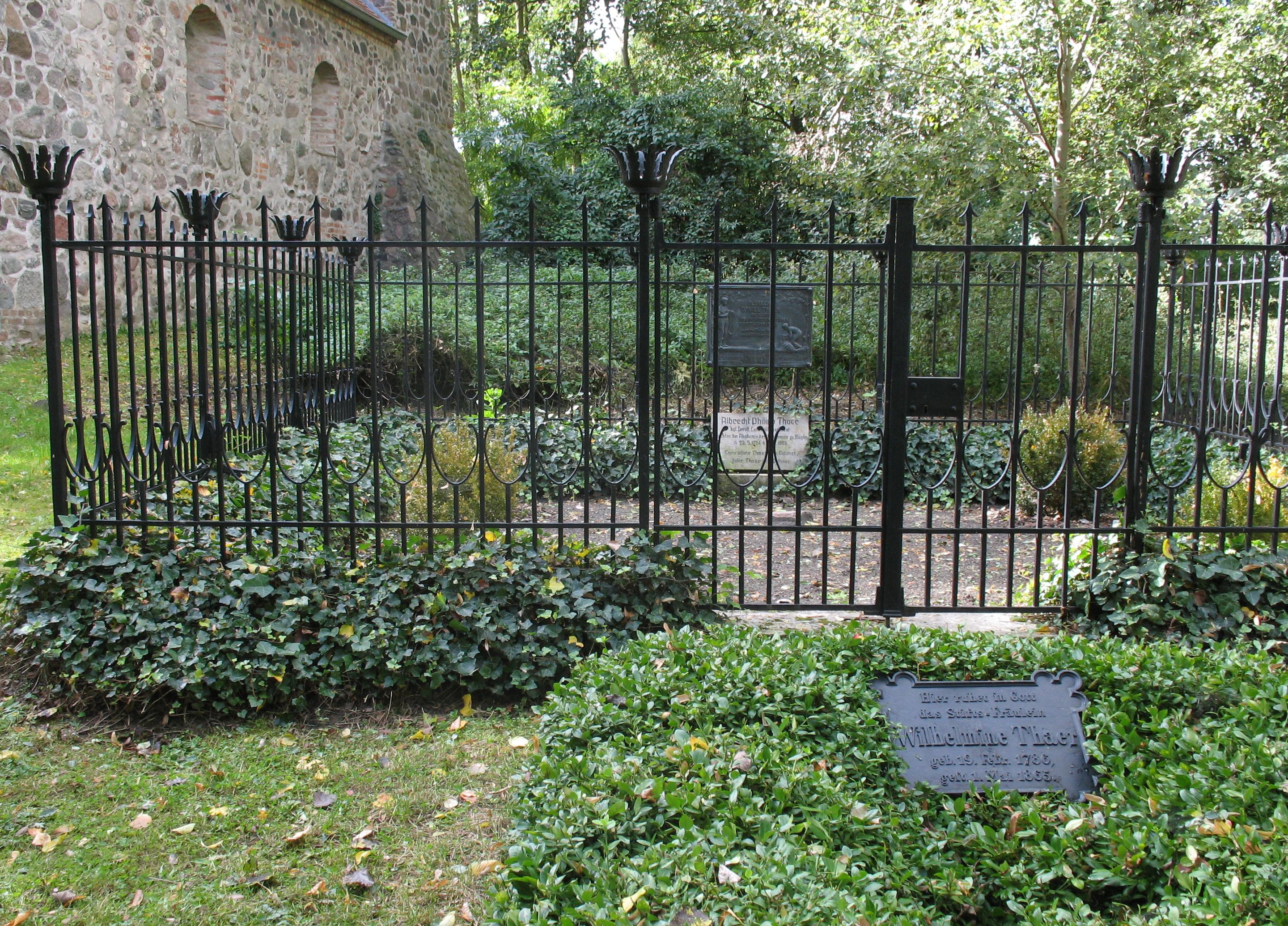
Thaer-Grab

Im Gutspark befindet sich nahe der Dorfkirche die Grabstätte von Albrecht Daniel Thaer. Über einen Rundweg erreicht man die Thaer-Büste und einen großen Gedenkstein mit Bronzerelief. Der Gutspark steht Besuchern offen.

## Söhne und Töchter (Auswahl)
- Hans Albrecht von Barfus (* 1635; † 1704), brandenburgisch-preußischer Generalfeldmarschall